# Japan Open Tennis Championships 1995 - Doppio femminile
Il doppio femminile del Japan Open Tennis Championships 1995 è stato un torneo di tennis facente parte del WTA Tour 1995.
Mami Donoshiro e Ai Sugiyama erano le detentrici del titolo, ma hanno partecipato con partner differenti, la Donoshiro con Yoriko Yamagishi e la Sugiyama con Kyōko Nagatsuka.
La Donoshiro e la Yamagishi hanno perso nel 1º turno cnntro Saori Obata e Nami Urabe.
La Nagatsuka e la Sugiyama hanno perso in finale 6–7, 6–4, 7–6 contro Miho Saeki e Yuka Yoshida.

## Teste di serie
1. Kristine Radford /  Rennae Stubbs (primo turno)
2. Kyōko Nagatsuka /  Ai Sugiyama (finale)
3. Patty Fendick /  Marianne Werdel-Witmeyer (semifinali)
4. Janette Husárová /  Rachel McQuillan (semifinali)

## Tabellone

### Legenda
| - Q = Qualificato - WC = Wild card - LL = Lucky loser | - ALT = Alternate - SE = Special Exempt - PR = Protected Ranking | - w/o = Walkover - r = Ritirato - d = Squalificato |